# Svensk socialistisk samling
Svensk socialistisk samling (SSS), fram till 1938 benämnt Nationalsocialistiska arbetarepartiet (NSAP) och i dagligt tal kallat Lindholmarna, var ett svenskt nazistiskt politiskt parti som existerade från 1933 till utgången av juni 1950. Partiet, som tillkom genom en utbrytning från det av Birger Furugård ledda Svenska nationalsocialistiska partiet (SNSP), grundades i januari 1933 på initiativ av Sven Olov Lindholm, som förblev partiledare under hela dess existens. 
SSS hade det Nationalsocialistiska tyska arbetarepartiet (NSDAP) som ideologisk och organisatorisk förebild med antikapitalism, kollektivism och stort statligt inflytande som ledande punkter på agendan. Gentemot SNSP kan inga större ideologiska skillnader skönjas, dock betonades rörelsens karaktär av "arbetarparti" mer bland Lindholmarna.

## Namn
När SSS grundades 1933 var det under namnet Nationalsocialistiska arbetarepartiet, med tydlig inspiration från tyska NSDAP. Detta namn gick man under fram till 1938, då namnet byttes till Svensk socialistisk samling, med variationerna Svensksocialistisk samling och Svensk-socialistisk samling. I dagligt tal refererade man ofta till partiet som Lindholmsrörelsen, Lindholmsnazisterna eller helt enkelt Lindholmarna.

## Historia

### Nationalsocialistiska arbetarepartiet
Det parti som skulle komma att bli SSS hade sin upprinnelse i Svenska nationalsocialistiska partiet (SNSP), där Sven Olov Lindholm inledningsvis var en av de ledande krafterna i egenskap av "riksledaren" Birger Furugårds ställföreträdare  samt redaktör för partiorganet Vår kamp. Efter ett kort besök i Tyskland försökte dock Lindholm i januari 1933 ta makten över SNSP. Kuppförsöket misslyckades emellertid, och fick som konsekvens att Lindholm och hans falang uteslöts ur partiet.
Redan 15 januari samma år lade den uteslutna falangen grunden till ett nytt parti som fick namnet Nationalsocialistiska arbetarepartiet (NSAP). Det nya partiet dominerades inledningsvis av en vänsterfalang som förespråkade en mer socialistiskt inriktad politik, och NSAP tog snabbt över det mer agrarinriktade SNSP:s roll som det huvudsakliga nationalsocialistiska partiet i Sverige. I andrakammarvalet 1936 tog Lindholmsrörelsen ca 17 000 av rösterna, mot Furugårdsrörelsens ca 3 000.

### Planer på internering och förintelse av Sveriges judar och kommunister
Partiet uppmuntrade sina medlemmar att rapportera in uppgifter om judar i Sverige, och skapade ett register med personuppgifter för cirka 8 000 av Sveriges judar. Nazister hade planer på att sända judarna till ”skyddshäkte” (koncentrationsläger) och deportation om Sverige skulle bli ockuperat av Nazityskland, och planerade koncentrationsläger i Sjöbo och på Stora Karlsö. Som jämförelse deporterade hirdmännen (norska nazister) 770 av Norges 2100 judar, i huvudsak under 1942, varav 741 dödades i nazistiska koncentrationsläger. Nazisterna hade partimedlemmar inom bland annat polisen som sände in uppgifter till registret. År 1942 bildade några utbrytare från SSS ett nytt nazistparti med en egen underrättelsetjänst, Gyllene Spö-knippet, som var tänkt som en svensk motsvarighet till Gestapo som skulle gripa judar och kommunister den dagen tyskarna invaderade Sverige. Dessa planer rann dock ut i sanden. Efter kriget förnekade Lindholm och partiet sina planer, och förnekade att förintelsen hade inträffat, men partiets planer bevisades bland annat när delar av registret återfanns 1997 i Lisellska huset i Malung. Registret spårades till husets förre ägare, den numera avlidne läroverkslektorn Erik Walles, som skänkte en historiskt unik samling med svenskt nazistmaterial från hans tid som Lindholmare.

### Svensk socialistisk samling
Trots segern mot Furugårdsrörelsen betraktades valet 1936 som ett misslyckande av partiets vänsterflygel, som i stor utsträckning lämnade SSS därefter. Detta blev starten på en högervridning av partiet, och även en period av politiska misslyckanden. Efter att ha gjort dåligt ifrån sig i kommunvalet 1938 började Lindholm överväga att förändra partiets politiska profil. I syfte att distansera sig från den tyska nazismen och dess ledare Adolf Hitler bytte därmed partiet vid en "ledardag" 23 oktober 1938 namn från Nationalsocialistiska arbetarepartiet till Svensk socialistisk samling (SSS). Den tidigare partisymbolen hakkorset (som var starkt associerad med den tyska nazismen) byttes samtidigt ut mot den mer svenska symbolen Vasakärven. Partiets bruna skjorta - som hade etablerats bland de svenska nazisterna redan hösten 1929 - ersattes med en blå.
Detta grepp visade sig dock inte lyckat, och efter en mängd avhopp och interna konflikter deltog SSS varken i andrakammarvalet 1940 eller i de kommunala valen 1942. I andrakammarvalet 1944 fanns det planer på en koalition med Sveriges nationella förbund och Svenska socialistiska partiet, men när dessa planer gick i stöpet valde SSS att ställa upp på egen hand. Denna gång lyckades man inte samla ihop mer än drygt 4 000 röster.

### Efterkrigstiden
Efter andra världskrigets slut fortsatte SSS existera under några år. Partiet utmärkte sig bland annat som en av de tidigaste förintelseförnekarna, något som påbörjades redan i maj 1945 i Den Svenske Folksocialisten. Efter några år av kraftigt avtagande stöd upplöstes SSS slutligen i juni 1950. I samband med upplösningen bildades Svensk socialistisk samlings kamratförening, vilken i liten skala kom att leva vidare under de följande åren.
Historiker och forskare har noterat att Lindholm själv ändrade politisk åskådning efter kriget då han tog avstånd från nazismen, och särskilt rasismen och krig, och istället stödde vänstern och kommunismen, samt engagerade sig i fredsrörelsen, Vietnamprotesterna och motstånd mot kärnkraft.

## Närstående organisationer
Från och med 1933 hade SSS ett ungdomsförbund med namnet Nordisk ungdom, där barn och ungdomar mellan 8 och 19 år skolades genom hård gymnastik och långa vandringsmarscher. Flera av organisationens medlemmar anslöt sig senare till Nazityskland under kriget, där de tog värvning i SS.
Frontmannaföreningen Sveaborg, som organiserade svenska nazistiska frivilliga från Finska fortsättningskriget och Waffen-SS var en del av partistrukturen. Även vissa partimedlemmar som inte hade varit krigsfrivilliga blev medlemmar i Sveaborg. Partiet bildade även en paramilitär Stormavdelning efter förebild från det tyska SA (Sturmabteilung). Denna förhindrades emellertid från verksamhet på grund av kårlagen och uniformslagen, och ombildades därmed till propagandaavdelning. 1933 uppgavs antalet medlemmar i Stormavdelningen till 1 000.
Partiets pressorgan var Den Svenske Nationalsocialisten, bland sympatisörer vanligen endast kallad Den Svenske. Från 1939 utkom tidningen under de ändrade namnet Den Svenske Folksocialisten). Under 1990-talet återupplivade ett annat nazistiskt parti – Nationalsocialistisk Front – namnet och utgav en tidning kallad tidningen Den Svenske Nationalsocialisten.

## Valresultat
Trots att det inte fanns någon 4 %-spärr vid denna tid misslyckades NSAP/SSS i sina försök att komma in i riksdagen. I andrakammarvalet 1936 fick NSAP 0,6 % eller ca 17 000 av rösterna, en siffra som hade sjunkit till 0,1 % nästa gång man deltog 1944 (då under namnet Svensk socialistisk samling). Mandat i kommunala församlingar erövrades dock lite här och var. Partiet deltog i samtliga allmänna val under den aktuella tiden med undantag för riksdagsvalet 1940 och kommunalvalet 1942.